# Pelyněk ladní

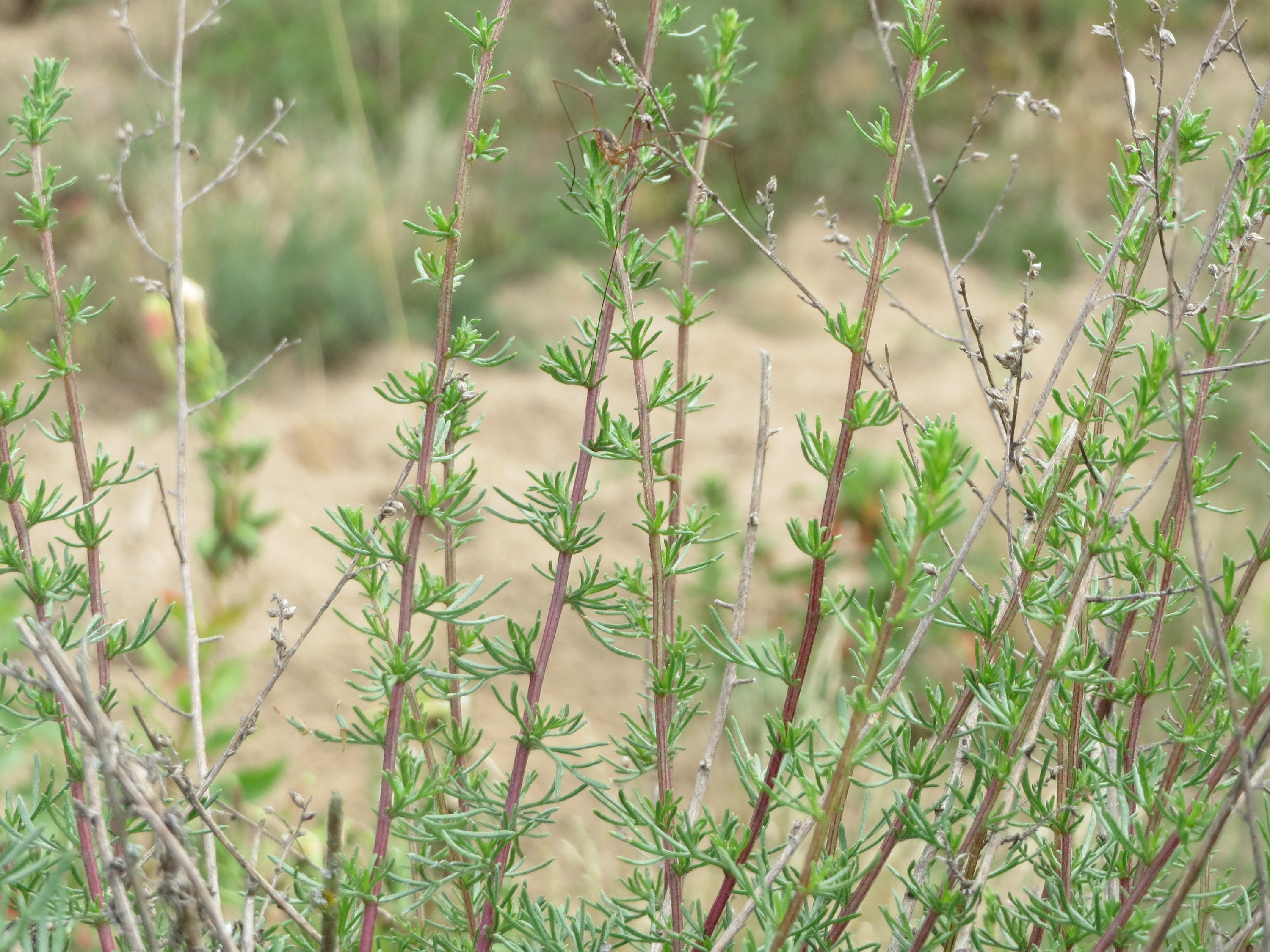
Lodyhy

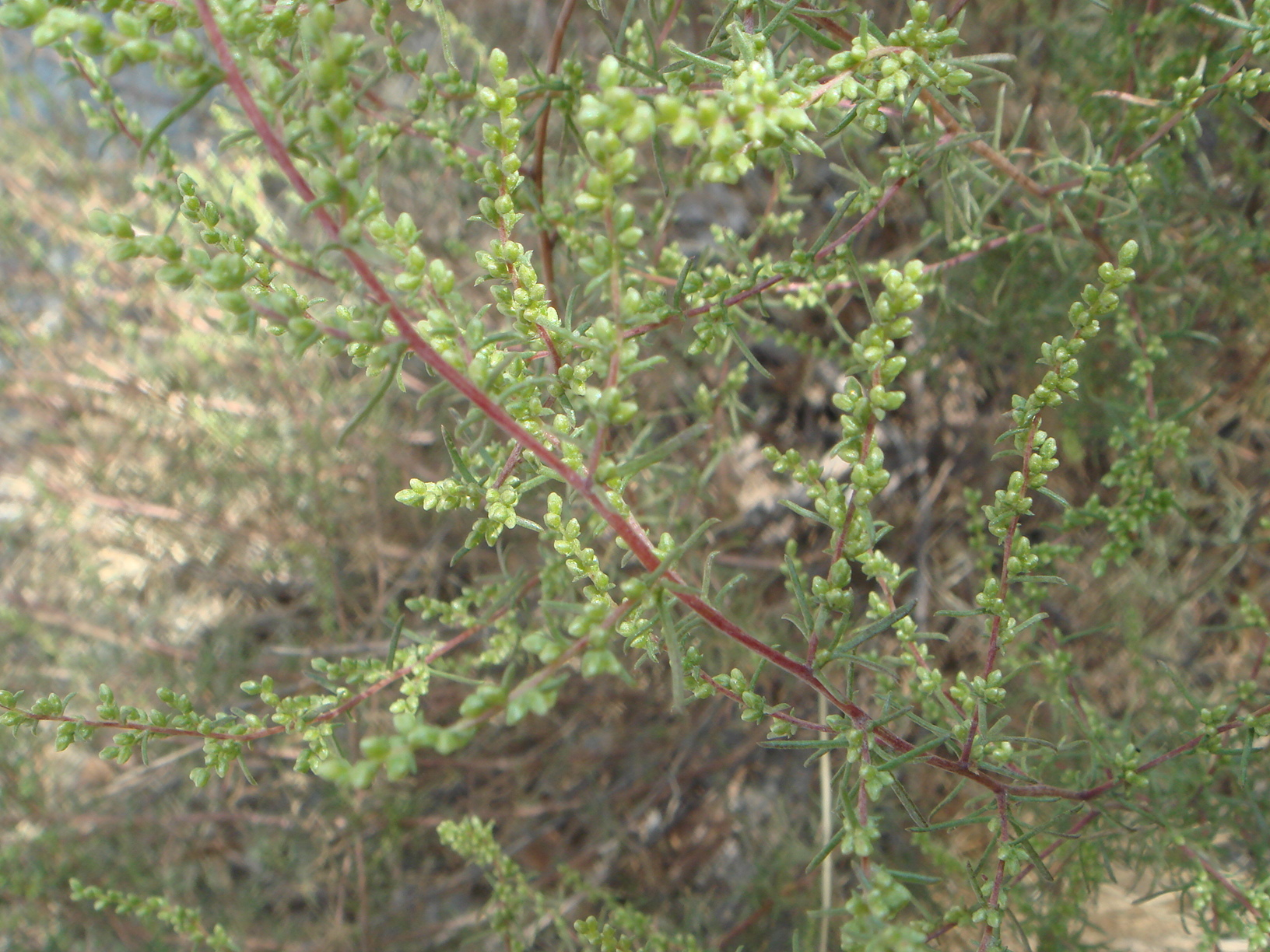
Květenství

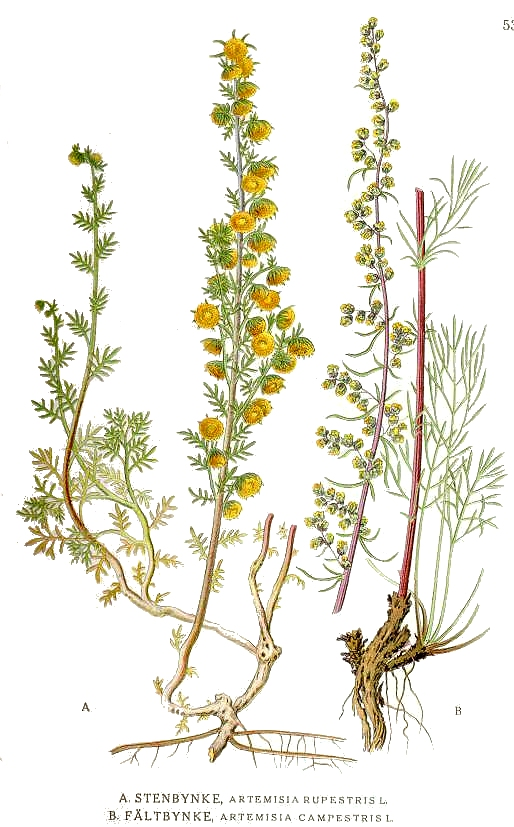
Nákres pelyňku ladního

Pelyněk ladní (Artemisia campestris) je vytrvalou, mírně aromatickou, okolo půl metru vysokou bylinou suchých, teplých a málo úživných míst. V české přírodě je považován za původní druh rozšířený roztroušeně až poměrně hojně, nejčastěji roste od nížinného do podhorského stupně. Rostlina má léčivé vlastnosti, jako většina z téměř 550 druhů rodu pelyněk.

## Rozšíření
Pelyněk ladní má areál původního výskytu převážně v Evropě s přesahem do západní Asie a severní Afriky. Rozprostírá se od Španělska a Francie na západě přes střední Evropu po evropské Rusko na východě, na severu Evropy zabírá jižní část Skandinávie a na jihu Evropy sahá po Středozemní moře a do Turecka. Východní směrem, dále za Ural, se rozkládá v západní Sibiři a severní Číně, jižním směrem sahá do Íránu, Iráku a severních oblasti Kavkazu. Na severovýchodě Afriky zasahuje do Alžírska. Druhotně byl pelyněk ladní rozšířen i do Severní Ameriky, kde nyní roste od subarktických regionu Kanady přes většinu států ve Spojených státech až po Mexiko.
V České republice je nejvíce rozšířen v teplejších oblastech středních a severních Čech a na jižní Moravě.

## Ekologie
Světlomilný, teplomilný a suchu odolný hemikryptofyt rostoucí v zásadité půdě, která je lehká, vysýchavá, nemusí být hluboká a může obsahovat jen málo dusíku. Vyskytuje se v pásmu nížin až pahorkatin na slunných stráních, skalách, písčinách, úhorech, silničních, železničních i jiných náspech, stejně jako po okrajích polních cest, na rumištích a jiných místech přeměněných lidskou činností. Roste nejčastěji na stanovištích s nezapojenou vegetací, která jsou teplá a slunná, jen krátkodobě zastíněná. Začíná kvést v období plného léta, v červenci a kvete až do počátku října. Rostliny pěstované v málo výživné a suché půdě na plném slunci jsou aromatičtější a vydrží déle růst na stejném stanovišti.
Rostlina má sice léčivé vlastnosti, ale v porovnání s pelyňkem pravým nebo pelyňkem černobýlem či pelyňkem brotanem jsou mnohem slabší. Počet chromozomů 2n = 36, stupeň ploidie x = 4.

## Popis
Vytrvalá bylina až polokeř s lodyhami vysokými od 30 do 80 cm, které vyrůstají ze silného, dřevnatějícího oddenku s rozvětvenou kořenovou hlavou. Lodyhy jsou dvoje, jedny jsou květonosné, přímé či vystoupavé, nachově naběhlé a prutovitě rozvětvené v úzkou latu, druhé jsou neplodné, položené či krátce vystoupavé, vyrůstají v trsu a jsou od spodu v ostrém úhlu rozvětvené do mnoha větví. Střídavě vyrůstající listy jsou v obryse okrouhlé až eliptické, v mládí šedoplstnaté a později lysé, dlouhé bývají 2 až 3 cm a široké 0,5 až 1,5 cm. Spodní listy lodyhy mají dlouhý, ouškatý řapík a jsou nepravidelně dvakrát až třikrát peřenosečné, střední listy jsou krátce řapíkaté a jednou až dvakrát peřenosečné, hořejší jsou přisedlé a jednoduše peřenodílné, nejvýše postavené listy přecházejí v nedělené listeny; palisty chybí.
Drobné, zelenobílé, žluté či načervenalé pravidelné květy jsou sestavené do útlých, přímých nebo nicích, krátce stopkatých vejčitých úborů asi 4 mm dlouhých a 3 mm širokých vyrůstajících na koncích větví. Početné úbory vytvářejí krátké, někdy jednostranné hrozny odstávající pod úhlem asi 45° a skládají latovitá květenství. Úbory vyrůstají jednotlivě z paždí úzkých listenů na krátkých postranních větvičkách. Zákrov úboru je lysý nebo pouze řídce chlupatý a jeho zelené či načervenalé, střechovitě uspořádané listeny jsou široce suchomázdřitě lemované, vnitřní mají tvar podlouhlý a vnější vejčitý. Květy v úboru jsou žluté nebo načervenalé, trubkovité, nemají vyvinutý kalich, všechny jsou funkčně jednopohlavné a z úboru téměř nevyčnívají. Středových samčích květů bývá průměrně osm, mají zakrnělý semeník, širokou trubkovitou korunu s pěti rozestálými cípy a jejich prašníky mají na špičce drobný přívěsek. Okrajové květy jsou samičí, bývá jich průměrně také osm, mají úzkou, niťovitě trubkovitou, pěticípou korunu a znatelně delší bliznová ramena. Květy jsou opylovány větrem.
Plody jsou nažky asi 1 mm dlouhé, nerýhované a bez chmýru. Pelyněk ladní se rozmnožuje nažkami (semeny), která jsou do okolí šířeny hlavně větrem nebo povrchovou vodou. V případě potřeby se jejich semena vysévají koncem zimy a v létě se mladé semenáče vysazují na stanoviště.

## Taxonomie
Pelyněk ladní je druhem velmi rozšířeným, což je i částečně příčinou jeho variability. Podle je uznáváno těchto 13 poddruhů:
- Artemisia campestris subsp. alpina (DC.) Arcang.
- Artemisia campestris subsp. borealis (Pall.) H. M. Hall & Clem.
- Artemisia campestris subsp. bottnica A. N. Lundström ex Kindb.
- Artemisia campestris subsp. canadensis (Michx.) Scoggan
- Artemisia campestris subsp. caudata (Michx.) H. M. Hall & Clem.
- Artemisia campestris subsp. cinerea Le Houér.
- Artemisia campestris subsp. glutinosa (Gay ex Bess.) Batt.
- Artemisia campestris subsp. lednicensis (Spreng.) Greuter & Raab-Straube
- Artemisia campestris subsp. lempergii Sennen
- Artemisia campestris subsp. maritima (DC.) Arcang.
- Artemisia campestris subsp. mertensii (Bess.)
- Artemisia campestris subsp. pacifica (Nutt.) H. M. Hall & Clem.
- Artemisia campestris subsp. variabilis (Ten.) Greuter

Z výše uvedených podruhů se v české přírodě vyskytují pouze dva:
"pelyněk ladní pravý" (Artemisia campestris subsp. campestris) a "pelyněk ladní hedvábný" (Artemisia campestris subsp. lednicensis).
Nominátní poddruh "pelyněk ladní pravý" je rozšířen téměř po celém území Evropy, na severu Afriky, v Číně i západní Asii.
Druhý poddruh "pelyněk ladní hedvábný" vyrůstá jen v části střední Evropy (Česká republika, Slovensko, Maďarsko) a v části Balkánu (Srbsko, Severní Makedonie, Kosovo). V ČR se vyskytuje na nejteplejších a nejsušších stanovištích na jižní Moravě, jeho hlavním poznávacím znakem jsou listy a lodyhy porostlé trvalými, neopadávajícími, hedvábitě plstnatými chloupky.